# Neviìm
I Neviìm (o libri dei profeti) sono il seguito della storia del popolo di Israele, dalla morte di Mosè fino alla costruzione del secondo Beit Hamikdash (il secondo Tempio di Gerusalemme). Sono di solito divisi in Neviìm Rishonim (i Profeti anteriori o Libri storici) e Neviìm Acharonim (i Profeti posteriori o Libri profetici). Sono libri di genere storico e in essi appaiono numerosi profeti in veste di consiglieri di corte e non di "scrittori".

## Neviìm Rishonim

### Yehoshua (Giosuè)
È il primo fra i libri dei profeti e trae il nome dalla seconda guida del popolo ebraico, Yehoshua Bin Nun, discepolo di Mosè. Il libro tratta dell'ingresso e dell'insediamento delle dodici tribù in terra di Canaan.
Yehoshua appartiene alla tribù di Efraim.

### Shoftim (Giudici)
L'autore, secondo il Midrash, è il profeta Shmuel. I giudici sono degli uomini (e una donna) il cui incarico consiste nel creare compromessi tra Hashem e il suo popolo. Le vicende si susseguono nell'ordine seguente: il popolo si lascia trasportare dalla corrente idolatrica, provocando la collera di Hashem che scatena una guerra contro un popolo nemico. A questo punto appare un salvatore – il shofet – che, grazie a un successo militare, riporta momentaneamente alla normalità la fino ad allora precaria situazione. I shoftim detengono quindi il potere militare, il potere politico e quello giuridico. Sono sempre profeti. Il periodo dei shoftim si situa tra la morte di Yehoshua e la gioventù di Shmuel. Il libro copre un'epoca di circa due secoli (1250-1040 a.C.) benché, sommando le indicazioni cronologiche che vi sono contenute, si possa arrivare a un totale di 410 anni. Certi giudici, infatti, agirono contemporaneamente. Per quanto riguarda alcuni di loro, il testo ci fornisce ben poche indicazioni. Ad altre figure vengono invece dedicati capitoli interi. Si tratta di Dvorà (Debora, cap. 4-5), Ghidon (Gedeone, cap. 6-8), Yiftach (Iefte, cap. 11-12) e Shimshon (Sansone, capp. 13–14).

### Shmuel I e II (Samuele)
Il primo libro traccia la storia del popolo d'Israele, la vita di Shmuel, il regno di Saul e le prime imprese di David.
Il secondo libro si concentra esclusivamente sul regno di David, sulla sua grandezza ma anche sui suoi continui peccati.
Anche Shmuel è della tribù di Efraim.

### Melachim I e II (Re)
La prima parte narra del regno di Salomone, la costruzione del Tempio di Gerusalemme, il profeta Achia, la divisione del regno in Israel e Yehudà e la vita di Elia, mentre la seconda parte racconta del profeta Eliseo e la cattività babilonese.

## Neviìm Acharonim
Non sono libri storici, bensì una raccolta di discorsi in stile poetico. Storicamente, sono situati tra l'VIII e il V secolo a.C.

### Yeshayà (Isaia)
Membro di una famiglia aristocratica, Yeshayà cominciò l'attività profetica dopo la morte del re Uzzià (VIII secolo a.C. circa), durante i regni di alcuni sovrani del regno di Yehudà, fra cui Chizkiyà. Attivo nella vita politica, in particolar modo durante la guerra contro l'impero assiro e al momento in cui le tribù d'Israel furono sconfitte e sottomesse dall'invasore, Yeshayà si mostrò intransigente nei confronti dei re che avevano ceduto all'idolatria e che avevano trascinato con sé anche il loro popolo. Il suo libro si conclude però con un messaggio positivo: malgrado i peccati dei re, il popolo d'Israel non verrà mai distrutto. Il libro di Yeshayà, la più lunga opera profetica (66 capitoli), può essere suddiviso in tre parti: 1) capp. 1–35: insieme di profezie e di visioni riguardanti Yehudà e Israel (capp. 1–13) e le altre nazioni (capp. 13– 35), seguite dal resoconto degli eventi storici in corso (capp. 36–39; cf Re II 18-19); 2) capp. 40–55: il profeta consola Israel promettendo che la nazione rifiorirà grazie all'editto di Ciro (538 a.C.), il quale in futuro autorizzò i sudditi del regno di Yehudà a ritornare in patria e a ricostruire il Tempio distrutto da Nevuchadnetzar; 3) capp. 56–66: in quest'ultima parte - dove si intrecciano salmi, profezie e rimproveri - è espressa la promessa dell'unione di tutte le nazioni attorno a Gerusalemme e alcune profezie sull'arrivo del Messia.
Yeshayà vive nel Regno di Giuda ed è un discendente della tribù di Levi

### Yirmeyà (Geremia)
Nacque tra il 648 e il 638 a.C. Lui stesso fornisce alcune indicazioni sulle proprie origini: discende da una famiglia di cohanim (sacerdoti) e la sua attività profetica inizia nel tredicesimo anno del regno di Yoshyiahu. Sappiamo che profetizzò per circa quarant'anni, breve periodo di indipendenza del popolo ebraico, compreso tra l'asservimento all'impero assiro e la conquista babilonese. Yirmeyà visse in prima persona gli sconvolgimenti politici della regione, che precedettero il suo viaggio in Egitto, nel momento in cui il popolo veniva esiliato in Babilonia. Fu un fervente sostenitore della politica di sottomissione a Nevuchadnetzar, il re di Babilonia, in quanto consapevole dell'impossibilità di respingere e sconfiggere le sue truppe. Non venne però ascoltato da re Tzidkiyahu, che preferì aderire alla lega antibabilonese segnando il destino del suo popolo: Gerusalemme cadde infatti in mano nemica nell'anno 586, dopo un lungo assedio. Il libro di Yirmeyà può essere suddiviso in quattro parti. La prima, che va dal primo al ventesimo capitolo, segue sommariamente l'ordine cronologico degli avvenimenti storici in corso e illustra le reazioni del profeta allo svolgersi dei fatti. Nella seconda parte (capp. 21–29) leggiamo gli oracoli contro le nazioni, con le polemiche sui cohanim e sui falsi profeti che si fondono e si intrecciano. La terza sezione (capp. 30–45) comprende una serie di profezie relative al periodo precedente la caduta di Gerusalemme. Infine, la quarta e ultima parte (capp. 46–52) è composta da un certo numero di profezie in forma poetica contro i nemici del popolo ebraico: Egitto, i Filistei, Moav, Ammon, Damasco, Elam, Babilonia.
Geremia fu Kohen e della tribù di Levi.

### Yechezkel (Ezechiele)
Membro di una famiglia di cohanim e contemporaneo di Yirmeyà, fece parte della prima ondata di deportati in Babilonia (nel 597, ovvero undici anni prima della presa di Gerusalemme). Fu quindi fuori da Israele che Yechezkel pronunciò le sue profezie durante ventidue anni, tra il 593 e il 571 a.C. Fu considerato la guida spirituale degli ebrei esiliati. Yechezkel dedicò particolare attenzione alla necessità di riaffermare il principio di responsabilità individuale di fronte alla giustizia divina e al valore del pentimento, tramite il quale l'uomo può rigenerarsi e trasformarsi in un'altra persona. Dopo la distruzione del Tempio mutò il suo atteggiamento nei confronti del popolo il quale, ora che le sue profezie sulla distruzione del Santuario si erano avverate, si mostrava più disposto ad ascoltare le sue parole. Il libro di Yechezkel può essere suddiviso in quattro sezioni: la prima (capp. 1–24) raggruppa le profezie sulla caduta e la distruzione di Gerusalemme; seguono (capp. 25–32) quelle contro i sette popoli nemici d'Israel. Nella terza parte (capp. 33–39), ispirata dalla sconfitta di Gerusalemme, leggiamo in particolare la magnifica visione delle "ossa disseccate" (cap. 37), che simboleggia il ritorno degli esuli riportati in vita dal soffio divino. La quarta sezione descrive la situazione futura del popolo: il Tempio ricostruito, il culto riorganizzato e la suddivisione ideale futuro della terra d'Israele.
Fu della tribù di Efraim e di Levi.

## Libro dei Dodici Profeti
Il titolo originale è Tre Assar, che in aramaico significa appunto dodici. Sono conosciuti anche come Profeti Minori, poiché gli scritti sono molto più brevi di quelli dei profeti maggiori. Ovadyà, per esempio, ha un solo capitolo. L'insieme dei dodici libri forma una sola unità. Questi profeti vissero durante il periodo segnato dalla caduta del regno di Yehudà e alcuni erano contemporanei.

### Hosheà (Osea)
Non abbiamo molte informazioni sul suo conto. Vive ai tempi di Uzzià e Achaz, entrambi re di Yehudà, ed è quindi contemporaneo dei profeti Yeshayà, Michà e Amos (VIII secolo a.C.). Inizia la sua attività profetica durante gli ultimi anni del regno di Yerovam II e ha senza dubbio assistito alla caduta di Shomron. Le sue profezie sono indirizzate a Israel e mai a Gerusalemme. Come i suoi contemporanei, anche lui deve combattere contro l'idolatria, la corruzione dei capi e dei cohanim, e affrontare i problemi politici dovuti ad alleanze strette con re stranieri poco apprezzati da Dio. Hosheà vede il rapporto tra Dio e il popolo come quello esistente tra marito e moglie: Israel è simboleggiato da una donna che tradisce il marito, dal quale è amata teneramente. Il marito, ferito nei suoi sentimenti, ripudia la compagna infedele; ma appena lei gli manifesta il suo pentimento, egli l'accoglie a braccia aperte. Allo stesso modo, Dio manda in esilio il popolo punendolo per le sue malefatte, ma quando si ravvede e supplica di essere perdonato, Egli lo accoglie nuovamente con amore nella sua terra.

### Yoel (Gioele)
Non abbiamo alcun dato biografico sul suo conto; alcuni lo collocano al tempo di Ezrà (Esdra), durante l'esilio babilonese, e forse è anche contemporaneo di Chaggay (520 a.C.). Secondo un'opinione riportata nel Talmud sarebbe invece figlio del profeta Shmuel. Nei primi tre capitoli l'opera narra di un'invasione di cavallette, segno dell'ira di Dio, che ridusse un paese in miseria. I suoi abitanti vengono ripetutamente incitati a redimersi. In seguito viene descritto il giorno in cui Dio giudicherà i popoli, al quale sopravviveranno solo coloro che l'avranno riconosciuto come unico e vero Dio.

### Amos
Contemporaneo di re Yerovam II, è il più anziano fra i profeti-scrittori e precede di poco Hoshea. Le sue visioni esprimono una critica insieme politica, sociale e religiosa e annunciano le peggiori disgrazie che colpiranno il popolo in caso non si penta dei suoi peccati. Conclude con la visione messianica del popolo riunito in terra d'Israel. Il libro può essere suddiviso in cinque parti. Capp. 1–2: profezie di castigo contro i vari popoli; capp. 3–4: Israel ha maggiori responsabilità e Dio continuerà a punirlo fino a che non si pentirà; capp. 5–6: terza serie di oracoli; capp. 7,1 - 9,6; visioni della prossima distruzione; capp. 9,7 - 15: Israel purificato goderà di un futuro felice.

### Ovadyà (Abdia)
Si sa ben poco sulle sue origini e sulla sua provenienza. Secondo alcuni pareri si tratta di un certo Ovadyà citato in Melachim I (18, 3 e sgg.), ossia un proselita idumeo. Secondo altri, invece, questo profeta visse all'epoca della distruzione di Gerusalemme (586 a.C.) e fu quindi contemporaneo di Yirmeyà. Il libro è un'unica profezia contro il popolo di Edom, che verrà annientato a causa del suo odio e della sua malvagità nei confronti di Israele.

### Yonà (Giona)
Non si tratta esattamente di una profezia ma piuttosto di un Midrash. Il libro, a differenza degli altri Profeti Posteriori, è scritto in prosa e non in poesia. Non si conosce esattamente l'identità dell'autore ma si crede che si tratti di un discendente dello stesso profeta, il quale alla narrazione aggiunse un insegnamento morale per l'umanità. Secondo alcuni pareri, la vicenda risale all'epoca ellenistica. La storia è la seguente: Yonà, incaricato da Dio di incitare la città di Ninive al pentimento, fugge su una nave ma viene ingoiato da un grosso pesce e resta al suo interno per tre giorni. Ascoltando le sue preghiere, Dio decide di salvarlo e il pesce lo getta a riva. A questo punto Yonà accetta di compiere la sua missione. Si reca a Ninive i cui cittadini ascoltano le sue profezie, si pentono dei loro peccati e vengono perdonati. Yonà protesta contro questa clemenza e riceve da Dio una piccola lezione che gli insegna a essere più comprensivo nei confronti degli altri esseri umani.
Il Profeta Giona discende dalla tribù di Zabulon da parte di padre e da quella di Aser da parte di madre.

### Michà (Michea)
Benché non si abbiano molti dati biografici sul suo conto, sappiamo che è contemporaneo di Amos, di Hoshea e di Yeshayà e come quest'ultimo profetizza entro i confini del regno di Yehudà. Michà rivolge i suoi rimproveri ai potenti che opprimono il popolo, ai giudici che si lasciano corrompere, ai cohanim ormai strumento dei più forti e ai falsi profeti, che con parole blasfeme ingannano e confondono il popolo. Michà annuncia la punizione di Shomron e minaccia Gerusalemme della medesima sorte. Nel quarto capitolo, Dio dialoga con il popolo rimproverandolo per la sua ingratitudine; esso vorrebbe espiare la propria colpa e allora il profeta gli ricorda che la giustizia e l'osservanza dei precetti sono l'unica pretesa di Hashem.

### Nachum (Naum)
Pochi i dati biografici sul suo conto. Si suppone provenisse dalla città di Elcosh, forse vicino a Ninive. Nachum sarebbe stato un esule delle dieci tribù. La sua attività profetica viene situata tra il 661 e il 612 a.C. Il libro inizia con un salmo e continua con delle minacce rivolte alla città di Ninive. Dio punirà i malvagi (gli Assiri) e ricompenserà i giusti (Israel). Il libro è stato senza dubbio scritto prima della caduta di Ninive.

### Chavakuk (Abacuc)
Del profeta non si possiedono dati storici né biografici; secondo una tradizione talmudica, però, sarebbe stato contemporaneo del profeta Nachum, al tempo di re Menashè (692-597 a.C.). Chavakuk annuncia l'invasione caldea nel regno di Yehudà, maledice l'oppressore e conclude con una bellissima preghiera nello stesso stile dei Tehillim. Era un levita.

### Tzefanyà (Sofonia)
È contemporaneo di re Yoshiyahu (circa 640-609 a.C.), ma scrive prima della riforma religiosa operata dal sovrano. Annuncia la punizione che subiranno gli abitanti di Gerusalemme a causa dell'idolatria, profetizza sul Giorno del Giudizio ma conclude con espressioni di speranza nel ritorno degli esuli pentiti. Era della tribù di Giuda.

### Chagga'y (Aggeo)
È un profeta del periodo postesilico (scrive nel 520 a.C.). Invita alla ricostruzione del Tempio, che deve essere sia materiale che spirituale.

### Zecharyà (Zaccaria)
Membro di una famiglia di cohanim, è contemporaneo di Chaggay. Il libro può essere suddiviso in due parti: nella prima (capp. 1–8) sono descritte visioni apocalittiche e citati i suoi oracoli. Nella seconda (capp. 9–14) vi sono delle profezie riguardanti tutte le nazioni e i tempi messianici, dei quali Zecharyà ci fornisce una visione universalistica (tutte le nazioni riunite attorno al popolo ebraico e a Dio).

### Malachì (Malachia)
Il libro consiste in un susseguirsi di discussioni fra il profeta e il popolo. Il Tempio è ormai ricostruito ma la situazione, dal punto di vista spirituale, è ancora precaria e instabile a causa della mancanza di cohanim. I matrimoni misti (siamo poco prima della riforma di 'Ezra') e i divorzi facili sono criticati. Ma il Giorno del Giudizio arriverà, portando con sé espiazione e purificazione.

## Elenco dei libri
Qui di seguito si fornisce una lista dei nomi ebraici (a sinistra) con relativa traduzione in una lingua
Profeti anteriori:
- Yehoshu'a [יהושע] - Libro di Giosuè, che narra le vicende di Giosuè
- Shofetim [שופטים] - Libro dei Giudici
- Shemuel A e Shemuel B [שמואל] - primo e secondo Libro di Samuele
- Melachim A e Melachim B [ספר מלכים] - primo e secondo Libro dei Re

Profeti posteriori:
- Yeshaia [ישעיהו] - Libro di Isaia, attribuito al profeta Isaia
- Yirmiya [ירמיהו] - Libro di Geremia, attribuito al profeta Geremia
- Yechezkel [יחזקאל] - Libro di Ezechiele, attribuito al profeta Ezechiele
- Hoshe'a [הושע] - Libro di Osea, attribuito al profeta Osea
- Yoel [יואל] - Libro di Gioele, attribuito al profeta Gioele
- 'Amos [עמוס] - Libro di Amos, attribuito al profeta Amos
- 'Ovadya [עובדיה] - Libro di Abdia, attribuito al profeta Abdia
- Yona [יונה] - Libro di Giona, attribuito al profeta Giona
- Micha [מיכה] - Libro di Michea, attribuito al profeta Michea
- Nachum [נחום] - Libro di Naum, attribuito al profeta Naum
- Chavakuk [חבקוק] - Libro di Abacuc, attribuito al profeta Abacuc
- Tzefanya [צפניה] - Libro di Sofonia, attribuito al profeta Sofonia
- Chaggay [חגי] - Libro di Aggeo, attribuito al profeta Aggeo
- Zecharya [זכריה] - Libro di Zaccaria, attribuito al profeta Zaccaria
- Malachi [מלאכי] - Libro di Malachia, attribuito al profeta Malachia

Il numero totale dei libri è 21, tuttavia la tradizione ne conta solo 10 in quanto 12 libri profetici sono considerati come uno solo perché considerati profeti minori (Osea, Gioele, Amos, Abdia, Giona, Michea, Nahum, Abacuc, Sofonia, Aggeo, Zaccaria e Malachia).

## Innumerevoli altri profeti e profetesse
Secondo la tradizione ebraica vi furono tantissimi altri veri profeti ebrei non ricordati nei testi (vedi II Cronache 33,18), con ciò non riferendosi a chi fu dotato solo del Ruach haQodesh.